# 吉田宏 (プロデューサー)
吉田 宏 （よしだ ひろし、1954年8月24日 - ）は、東京都出身の日本のテレビプロデューサー、演出家。

## 略歴
1975年にテレビ制作会社イースト入社。TBSテレビにアシスタントディレクターとして派遣され、『8時だョ!全員集合』、『ぴったし カン・カン』、『漫才十八番』等を担当。当時TBSの名物プロデューサーで同局のバラエティ番組を一手に仕切っていた白井良幹の薫陶を受ける。頭角を現しつつあったツービートの漫才に魅せられ、当時のテレビでは放映が難しかった過激なネタが売り物の彼らを何度も白井に推薦して認められた縁でビートたけしから信任が厚く、現在に到るまで彼の番組を数多く担当。

## エピソード
- ビートたけしと初対面から約35年以上にわたり、たけしの担当番組が途切れたことがない。非常に長い付き合いの為、「アレ用意しておいて」だけで的確に用意する物品を揃えることが出来るほど、たけし独特の言い回しやクセに精通している。また各番組で度々ネタにされている。
- 『OH!たけし』担当時代、ファッションメーカー1社提供でオシャレな内容を求められていたが、たけしがコントにこだわって番組存続の危機に立たされた時、たけしから「オレと心中してくれ」と言われて意気に感じ、たけしの意向を汲んでコント一本の内容を貫く。
- ニッポン放送の深夜ラジオ番組『ビートたけしのオールナイトニッポン』が終了する際に、たけしから「オールナイトニッポンのテレビ版が作れないか」と相談を受け、同系のフジテレビで『北野ファンクラブ』を立ち上げる（プロデューサーとなった最初の番組）。以後たけしのフジテレビ深夜レギュラー番組を一貫して担当している。
- たけしの数学好きを知り「それほど好きなら数学の番組をやってみますか?」と提案し『たけしのコマネチ大学数学科』を立ち上げる。
- たけしからは「老酒の壺」や「タイガーバーム公園の焼物」などと呼ばれている。また彼の一年先輩の富永正人は、イースト・グループ・ホールディングスの会長にまでなった人物のため、吉田はたけしから事あるごとに雲泥の差のごとく茶化されている。
- 70年代ロックなど洋楽が趣味で「ビードジェネレーション」というバンドでボーカルをしている。つのだひろに薦められて担当番組のテーマ曲を歌ったりCDを出した事もある。その歌声は『北野ファンクラブ』で披露された。
- 『ビートたけしのつくり方』や『北野ファンクラブ』シリーズで共に制作していた演出のつきざわけんじ（株式会社MEN'S所属）は、吉田がテレビ業界に入る前に居酒屋でバイトしていた時のバイト仲間（北野ファンクラブのトークより）。吉田、つきざわ両人共に独特の大きな笑い声なので、番組内で発するスタッフの笑い声で一際目立つ。
- 主に担当するビートたけし関連の番組でエキストラ的に出演する事があるが、それ以外に同じイースト制作の深夜番組『アジアNビート』のスペシャルライブや、関根勤が司会したフジテレビ深夜特番『TRUSHクイズ!早く捨ててよ』に高田文夫と「北野ファンクラブ」チームで出演した事がある。

## 担当した番組
- 8時だョ!全員集合（TBS）
- ぴったし カン・カン（TBS）
- 漫才十八番（NHK）
- 落語特選会（TBS）
- すばらしき仲間II（中部日本放送）
- 気分はパラダイス（テレビ東京）
- スポーツシャワー〜ヒーローに花束を〜（朝日放送）
- 巨泉の使えない英語（朝日放送）
- OH!たけし（日本テレビ）
- とれんでぃ9（テレビ朝日）
- ギミア・ぶれいく（TBS・※ビートたけしコーナーを担当）
- ビートたけしのつくり方（フジテレビ）
- 北野ファンクラブ（フジテレビ ※平成教育テレビのたけしの平成ファンクラブ・夜のチョットスタジオも含む）
- たけし大全集'94 ～たけしが愛した101人～（フジテレビ）
- 北野富士（フジテレビ）
- 足立区のたけし、世界の北野（フジテレビ）
- たけしの斎藤寝具店（フジテレビ）
- 北野タレント名鑑（フジテレビ）
- 北野フォーク人生王（フジテレビ）
- たけしのコマ大数学科（フジテレビ）
- 映画HANA-BIの世界（テレビ東京・オフィス北野）
- 北野演芸館（毎日放送）
- たけしのダンカン馬鹿野郎!!（フジテレビ）
- たけしの"これがホントのニッポン芸能史"（NHK BSプレミアム）
- たけし親分と子分たち（TBS）
- たけしのお笑い平成教育委員会 夜間部（フジテレビ）
- たけしの北野レガシー（BS11）
- 平成教育委員会2018（フジテレビ）